# Стрепет (БПЛА)
«Стрепет» — многоцелевой беспилотный летательный аппарат производства ГП «Чугуевский авиационный ремонтный завод».

## История
Разработка БПЛА началась в начале 2005 года, в ней принимали участие Харьковский национальный аэрокосмический университет, ОАО «'Хартрон» и Харьковский институт воздушных сил, производство и лётные испытания проходили на Чугуевском авиаремонтном заводе. В разработке аппаратуры управления принимало участие ГККБ «Луч».
В 2005 году было заключено соглашение с МЧС России, в соответствии с которым в 2005-2006 годы для МЧС РФ на ЧАРЗ были произведены и отправлены три планера «Стрепет-Л». В дальнейшем, работы над БПЛА были продолжены.
В начале 2006 года состоялся первый полёт БПЛА «Стрепет-С».
В августе 2007 года БПЛА был представлен российско-украинской группой компаний «Метапол» на МАКС-2007, предлагался на экспорт в качестве БПЛА военного и гражданского назначения. Представители компании сообщили, что «Стрепет» представляет собой совместную российско-украинскую разработку, при этом российские предприятия специализируются на разработке канала связи и аппаратуры управления, а украинские разрабатывают планер и двигатель.
29 февраля 2008 года два БПЛА «Стрепет» были показаны министру обороны Украины Ю. И. Еханурову и получили положительную оценку.
29 августа 2008 года представители Чугуевского авиаремонтного завода сообщили о том, что намерены привлечь к участию в разработке системы управления БПЛА «Стрепет» польский завод по производству радиотехники и систем управления.
В 2008 году завершился испытательный этап ОКР «Стрепет». Всего в период до начала сентября 2008 года на ЧАРЗ были изготовлены пять БПЛА «Стрепет» (один опытный «Стрепет-С», два выставочных «Стрепет-Л» и два опытных «Стрепет-Л»).
В первом полугодии 2010 года были проведены измерения уровня шума БПЛА модели «Стрепет-М», в результате которых был определён уровень шума БПЛА (87 дБ, основным источником которого являлся шум работающего двигателя) и разработаны рекомендации по его снижению.
В октябре 2010 года Чугуевский авиаремонтный завод подписал меморандум о сотрудничестве с французской компанией «SAGEM D.S.», который предусматривал совместное производство БПЛА «Стрепет».
К 2011 году комплект технической документации для производства «Стрепет-Л» и «Стрепет-С» был полностью подготовлен.

## Описание
БПЛА предназначен для мониторинга различных объектов, разведки и наблюдения, спасательных и специальных операций, патрулирования, выполнения задач РЭБ и сопровождения подвижных объектов с передачей данных в режиме реального времени на наземный пункт управления.
В состав комплекса входят три беспилотных летательных аппарата, одна транспортировочная машина и один наземный пункт управления.
Стрепет-С оснащен системой, которая позволяет БПЛА находиться в воздухе и выполнять поставленную задачу по установленной программе практически без участия человека. В пространстве он ориентируется по GPS-сигналам, причем различных операторов. В случае исчезновения одного из них способен переключиться на дублирующий, не сбиваясь с курса. БПЛА может выполнять полёты ночью и в сложных метеоусловиях. На БПЛА установлен тепловизор.
Двигатель БПЛА разработан и выпускается на Чугуевском авиационном ремонтном заводе.

## Варианты и модификации
- «Стрепет-Л»[1] — базовый вариант имел массу 70 кг. и грузоподъёмность 20 кг.[3] В дальнейшем, был создан вариант «Стрепет-L», масса которого была увеличена до 90 кг. По состоянию на октябрь 2014 года, «Стрепет-L» являлся основной моделью БПЛА «Стрепет»[12].
- «Стрепет-LK» — модификация «Стрепет-L»[12].
- «Стрепет-С»[1] — базовый вариант имел массу 150 кг и грузоподъёмность 50 кг.[3] В дальнейшем, масса БПЛА была увеличена до 200 кг, грузоподъёмность осталась в пределах 50 кг[1][13].
- «Стрепет-ВМ» — воздушная мишень, разработанная на основе конструкции БПЛА[4].

## ЛТХ Стрепет-С[14]
- Размах крыла, м
- Длина самолёта: 3,2 м
- Высота: 1,3 м
- Масса:
  - максимальная взлетная: 200 кг
- Грузоподъемность: 50 кг
- Расход топлива в крейсерском режиме: 2,8 кг/час
- Максимальная скорость: 305 км/ч
- Крейсерская скорость: 180 км/ч
- Минимальная скорость: 85 км/ч
- Максимальная дальность полета: 3000 км
- Радиус: 1000 км
- Продолжительность полета: до 16 ч
- Практический потолок: 6000 м